# Agrostis castriferrei
Agrostis castriferrei är en gräsart som beskrevs av Anton Waisbecker. Agrostis castriferrei ingår i släktet ven, och familjen gräs. Inga underarter finns listade i Catalogue of Life.